# إيمان محمد علي
إيمان محمد علي (31 يناير 1967 -)، مغنية وممثلة عُمانية.

## عن حياتها
ولدت في الكويت وبعمر السنتان انتقلت وعاشت في البحرين. والدتها هي المذيعة رحمة حسين. بدأت حياتها الفنية كمذيعة بفترة من الفترات، ومع بداية تسعينات القرن العشرين اتجهت للغناء وقدمت بعض الأغاني المنفردة من أهم تلك الأغاني الأغنية الوطنية «بلدنا الحبيبة عمان» الذي حققت لها الشهرة والنجاح، اتجهت للتمثيل بمشاركتها بدور في مسلسل أولاد بو جاسم عام 1994، واصلت عملها الفني بالتمثيل والغناء وتوالت أعمالها الفنية من خلالهما بالرغم من اعتزالها العمل الفني عدة مرات.

### حياتها الأسرية
تزوجت من والد أبناءها حسين وشهد، وبعد طلاقها تزوجت من المصري شريف فراج وهو الذي ظهر معها في كليب أغنيتها «توبة». وانجبت منه ابنها علي الذي توفي بعمر 22 عامًا في عام 2023.

## أعمالها

### الغناء

#### الألبومات
- 1997: توبة.
- 1999: يالطيف.

### التمثيل

#### في التلفزيون
| سنة الإنتاج | المسلسل                | بمشاركة                                                                                               |
| ----------- | ---------------------- | --- |
| 1994        | أولاد بو جاسم          | أحمد الصالح، إبراهيم الحربي، محمد المنيع، لطيفة المجرن، من سوريا نبيلة النابلسي                       |
| 1996        | أحلام نيران            | أحمد الصالح، جمال الردهان، انتصار الشراح، إبراهيم الحربي، أحمد مساعد، أنوار سعيد                      |
| 1996        | نأسف لهذا الخلل        | غازي حسين، هدى حسين، هدية سعيد، لطيفة المجرن                                                          |
| 1998        | فوازير داوود في هوليود | داوود حسين، انتصار الشراح، علي سلطان                                                                  |
| 2002        | حكم البشر              | سعاد عبد الله، عبد العزيز جاسم، سميرة أحمد، هدى الخطيب، هيفاء حسين                                    |
| 2003        | حلم السنين             | صالح زعل، إبراهيم الزدجالي، شمعة محمد، إيمان القصيبي                                                  |
| 2003        | حتى التجمد             | عبد الإمام عبد الله، جمال الردهان، عبد المحسن النمر، زينب العسكري، ليلى السلمان                       |
| 2004        | الأخطبوط               | غانم الصالح، جاسم النبهان، أحمد جوهر، عبد الإمام عبد الله، أسمهان توفيق، علي السبع                    |
| 2006        | الشعر ديوان العرب      | |
| 2008        | الفطين                 | داوود حسين، أحمد السلمان، عبير الجندي، عبير أحمد، أحمد إيراج، طيف                                     |
| 2008        | لاهوب                  | محمد المنصور، غانم الصالح، أحمد الصالح، أحمد جوهر، علي السبع، إلهام الفضالة، سلمى سالم                |
| 2009        | قلوب للإيجار           | غازي حسين، عبد العزيز جاسم، باسمة حمادة، هبة الدري، عبد الله عبد العزيز، وفاء مكي                     |
| 2010        | حيتان وذئاب            | جاسم النبهان، صلاح الملا، هدى حمادة، مشاري البلام، إلهام الفضالة                                      |
| 2010        | خيوط ملونة             | عبد العزيز جاسم، أسمهان توفيق، زهرة عرفات، هبة الدري، ناصر محمد                                       |
| 2010        | رصاصة رحمة             | مريم الصالح، عبد العزيز جاسم، إبراهيم الحربي، طيف، إلهام الفضالة، لمياء طارق، مشعل الجاسر             |
| 2011        | مانتفق                 | زهرة الخرجي، إبراهيم الزدجالي، ليلى السلمان، بثينة الرئيسي، بدرية أحمد                                |
| 2011        | الشعور القاتل          | عبد العزيز جاسم، هدى الخطيب، زهرة عرفات، لمياء طارق، محمد الحجي                                       |
| 2014        | يا من كنت حبيبي        | غازي حسين، محمد العجيمي، شفيقة يوسف، حسين المهدي، هيا عبد السلام                                      |
| 2014        | للحب كلمة              | جاسم النبهان، أسمهان توفيق، زهرة الخرجي، شيماء علي، هيا عبد السلام، فاطمة الصفي، بشار الشطي، فؤاد علي |
| 2016        | خمس بنات               | إبراهيم الحربي لطيفة المجرن هنادي الكندري فرح الصراف غدير السبتي                                      |
| 2019        | مسلسل الجار            | |
| 2022        | الحي العربي            | |

### في المسرح
| سنه الإنتاج | المسرحية    | بمشاركة                 |
| ----------- | ----------- | ----------------------- |
| 2004        | نهاية مخروش | أحمد جوهر، محمد الصيرفي |

## روابط خارجية
- إيمان محمد علي على موقع قاعدة بيانات الأفلام العربية